# Roxy Rádió
A Roxy Rádió egy Budapesten fogható rádió volt, amely 1998 februárjában kezdte meg működését az FM 96,4 MHz-es frekvencián. A frekvenciát a 2016-ban újraindult Rádió 1 használta, egészen a 2021-es 89,5 MHz-es frekvencia költözésig, 2022 január óta a 96,4 MHz-es frekvencián jelenleg a Base FM szól.

## Története
1998-ben kezdte meg működését 24 órában, az addig osztott frekvencián sugárzó adó, (Budapest Rádió és Roxy Rádió 20:00–06:00) egyik pillanatról a másikra a budapesti fiatalok kedvenc rádióállomásává vált. A sárga fekete óriásplakátok és matricák gyakorlatilag ellepték a fővárost. A siker titka a tudatos termékfejlesztésben rejlett, hiszen a Roxy Rádió mindig a fiatal célcsoportok által kedvelt zenei stílusokat illesztette adásába. A Citadelláról sugárzott FM 96,4 MHz-es frekvencián, és Budapest 40–50 km-es körzetében fogható. A Roxy egyedülálló volt Budapesten, és talán Magyarországon is, mert a zenei kínálata teljesen eltért a többi, elsősorban mainstream zenéket játszó adóktól, valamint erősen harsány, sokszor a konkurens rádióknak is odamondogató, humorosan elkészített rádió szpotjaival, hangvételben is kitűnt az akkori adók közül.
A rádió életében már a kezdetektől meghatározó szerepet játszottak a DJ-k, így indulhatott el a Roxy DJ, amiben (eleinte csak hétköznap) délutánonként az akkori klub-élet meghatározó lemezlovasai játszottak (DJ Junior, Bakis Jován, DJ Tommyboy, Lauer Krisztián, Bárány Attila, majd a későbbiekben szombatonként váltásban DJ DannyL és Soneec), de legendás műsorai közé tartozott a McFly és DJ Junior által vezetett péntek esti Roxy Hot Mix (1999–2003), valamint a szombati Roxy Matic (1999–2002) is, amiben DJ Tommyboy mixelt.
A rádió nagyjából 2001-re vált igazán népszerűvé a fővárosban, ekkor újból matrica kampányt indítottak, amiben különböző kulcsok elnyerésével egy a Duna Pláza előtt felállított, értékes tárgynyereményekkel megtöltött konténert lehetett főnyereményként kinyitni, de emlékezetes volt nyáron a Roxybiza játék is, amiben a szerencsés hallgatók a rádió műsorvezetőivel, és lemezlovasaival egy hetes nyaralást nyerhettek Ibiza szigetére, valamint a Roxy 2. születésnapi party-ja a siófoki Palace Dance Club-ban, ahol egy egész hétvégés bulival, és egy 964 szeletes tortával ünnepelték a rádiót. A 2001 augusztus 25-én megrendezett Budapest Parádén a fellépő 50 kamion mellett a Roxy is saját sárga-fekete kamiont indított, amin a rádió rezidens DJ-i zenéltek, a rendezvényen akkoriban nagyjából 500 000 ember vett részt. Ebben az évben csatlakozott a rádióhoz Hepi Endre, akivel „Hepi Endre és a várostársak” néven reggeli show-t indítottak, és DJ Sterbinszky is, akinek megérkezésével immáron teljessé vált lemezlovas csapat; ettől kezdve már a Roxy DJ is a hét minden napján jelentkezett.
2002-ben történtek először olyan nagyobb változások a Roxy életében, amik ezután a későbbiekben is meghatározónak bizonyultak: év elején az akkoriban megújolni készülő Rádió 1 átigazolta saját maga újrapozícionáláshoz az addig a rádiónál programigazgatóként dolgozó Bertók Lászlót (McFly-t), valamint Hepi Endrét is, aki viharos körülmények között távozott a rádióból. Az időszak különös pikantériája volt, hogy egy ideig még az is előfordult, hogy a Roxy-n úgy ismételték Hepi korábbi műsorait, hogy ő egyébként már a Rádió 1-en vezetett műsort. Végül a Roxy Harsányi Levente, valamint Balogh Esperes Ákos műsorvezetésével „Roxy Riadó” néven indított reggeli műsort, aminek legelső adásában rituálisan megrendezték Hepi Endre temetését, de az ezt követő időszakban jellemzővé vált a két rádió egymásnak való burkult üzengetése különböző rádiós szpotok formájában, mivel a Rádió 1 sok műsorelemet különböző változtatásokkal, de átvett a Roxy-tól, és ez a későbbiekben is állandó feszültséget eredményezett közöttük.
A délutáni sáv is megújul: Béres Zoo, a délutáni show néven indul új műsor Béres Zoltán vezetésével, ami hangvételét tekintve olyan határokat is feszegetett, amik abban az időszakban nem igazán voltak jellemzőek más rádiókra.
Ebben az évben távozik a rádiótól DJ Tommyboy, aminek következményeként megszűnt a Roxy Matic, így a szombati esti műsorsávot DJ Jován, Lauer Krisztián, valamint Bárány Attila vette át, és új műsort indítottak „Roxy DJ’s at Night” néven. A új szombat esti műsor első órájában DJ Jován mixei, a másodikban Lauer Krisztián top 10-es, klub zenékből összeállított slágerlistája, a harmadikban külföldi sztár DJ mixek, a negyedikben pedig magyar lemezlovasok egy órás szettjei kaptak helyet. 2005 májusától a műsor változtatásokon esett át: ekkor már a harmadik és negyedik órában Bárány Attila és DJ Sterbinszky mixei szóltak.
2003 elején DJ Junior is átigazol a Rádió 1-re és Mcfly-al közösen új péntek esti mixműsort indítanak „Ministry of Sound” néven, ami az akkor már több rádiót is megjárt péntek esti Hot Mix végét is jelentette. Nem sokkal később Náksi Attila és Brunner Zsolt érkezik a rádióhoz, ahol új péntek esti műsorral jelentkeznek „Roxy Club Sandvich” néven, és amiben immáron különböző Hard Trance, Trance és Techno zenék kapnak főszerepet. Ugyanebben az időszakban Bárány Attila meghívására Hamvai P.G. érkezik DJ Junior helyére, és ezentúl ő pörgeti kedvenc lemezeit minden hétfő délután a Roxy DJ-ben.
2004 januárjától Bárány Attila vette át a programigazgatói széket, aki egyébként 2002-től a rádió zenei igazgatói feladatait is ellátta. A rádió műsorszerkezetileg és zeneileg némileg átalakításra kerül: Béres Zoo veszi át a Roxy Riadó vezetését Balogh Esperes Ákostól, aki távozik a rádiótól (Harsányi 2003-ban szintén távozott a Radio Deejay-be), és Hudák Anitával, valamint Sallai Jánossal együtt (Nyalaka) vezeti a műsort, akivel a ’90-es években a 4F Club-ot is létrehozták.
2004 novemberének a végén a vezetőség arra az elhatározásra jutott, hogy a Roxy addigi működését radikálisan megváltoztatja, mivel a szintén a cégcsoportban lévő Danubius Rádió mellé egy fiatalosabb hangvételű, de inkább mainstream zenéket játszó adót képzelt el. Ennek következményeként többedmagával távozott a rádiótól Béres Zoltán, a reggeli műsor "Csirkés Roxy Riadó" néven folytatódott tovább a Rádió Extrém két korábbi műsorvezetőjével. Náksi Attila és Brunner Zsolt péntek esti mixműsora is megszűnt, december végén az év legjobb felvételeit összefoglaló slágerlistával búcsúztatták a Club Sandwich-et. A rádió műsor- és zenei struktúrája november 22-ére teljesen erősen megváltoztatásra került. Az addigi állomáshang, Bakonyi Gábor helyét, akinek orgánuma addigra alapvetően összenőtt a Roxy-val, Moser Károly vette át, de a rádió megtartotta az addigi szignál elemeit, amik újrafelmondásra kerültek. A rádió ügyvezetői és programigazgatói székét egészen 2007-ig Tiszttartó Titusz vette át.
2005 novemberében a Roxy több, a kezdetektől jelen levő lemezlovasa (Hamvai P.G., Jován, Lauer Krisztián, Bárány Attila, DannyL, Soneec ) és műsorvezetője (Mákszem Levente, Vass Kata) a Rádió 1-re igazolt át, ahol december 5-én új műsort indítanak „Disco’s Hit” néven, ezzel az eredeti Roxy korszaka bizonyos tekintetben le is zárult. Új műsorvezetők, valamint új lemezlovasok érkeznek a rádióhoz Juhász Gergely, DJ Whiteboy, DJ Smiths és Shane 54 személyében.
2006 nyarán a Roxy lecserélte az 1999 óta használt arculati elemeit és szlogenjét. Az új szlogen: „96.4 ROXY Rádió a legfrissebb zenék, változatosan” lett. 
2007 februárjában viszont a Radio Group Műsorszolgáltató Kft. 100%-os tulajdonosa lett a rádiónak, ezzel a Roxy ismét egy olyan adó lett Budapesten, ami eltér a többi rádió zenei kínálatától. 2007 nyarán, pár korábbi munkatárs – Szilágyi Zsolt (Zizi) és Bakis Jován is visszatért a rádióhoz.
A Roxy Rádió többségi tulajdona 2008 májusban ismét új kezekbe került. A Pilot Hungaria 2008 tavaszán került bejegyzésre Magyarországon, és további média érdekeltségekkel rendelkezik közép- és kelet Európában. 
A Pilot célja a Roxy-val a piacvezető pozíció megszerzése a fiatalok és a 18–49 évesek körében Budapesten, valamint a gyökerekhez való visszatérés. Ezért 2008 nyarától újra az eredeti „füles” logót, valamint 2009 elejétől a „Ma és a holnap slágerei” szlogent használja.
2008 őszétől, rendszeres közvetítések hallhatók Budapest különböző klubjaiból, 2010 elejétől az Up! The Club-ból (korábban: Meduza, Sensation, MyClub) 
A rádió zenei stílusa 2009 elejétől még inkább a house és dance iránya felé tolódott, a zenei igazgató Bakis Jován lett, több kollégájával együttműködve.
2010 nyarától viszont, piacképességének megőrzése érdekében, az eddigi dance/house zenei vonal újra mainstream zenékkel bővült, valamint 11 év után a rádió legendás mixműsora, a ROXY DJ az esti műsorsávba került.
A ROXY legutolsó időszakának lemezlovasai, napi sorrendben: WhiteBoy, DJ Newl, Sterbinszky, Smiths, Jován, 5-vös, Flash
A péntek esti sávban: Achilles Philippo Sparta, Krajczár Péter (Karmatronic)
Vasárnap este: DJ O’Neal, DJ Revolution (ROXY Bounce)
2010 őszétől új, az Arena Plázában kialakított látványstúdiójából jelentkezett a Roxy Rádió műsora.
2011. február 26-án végleg elhallgatott a rádió, mivel lejárt a meghosszabbított szerződés is.

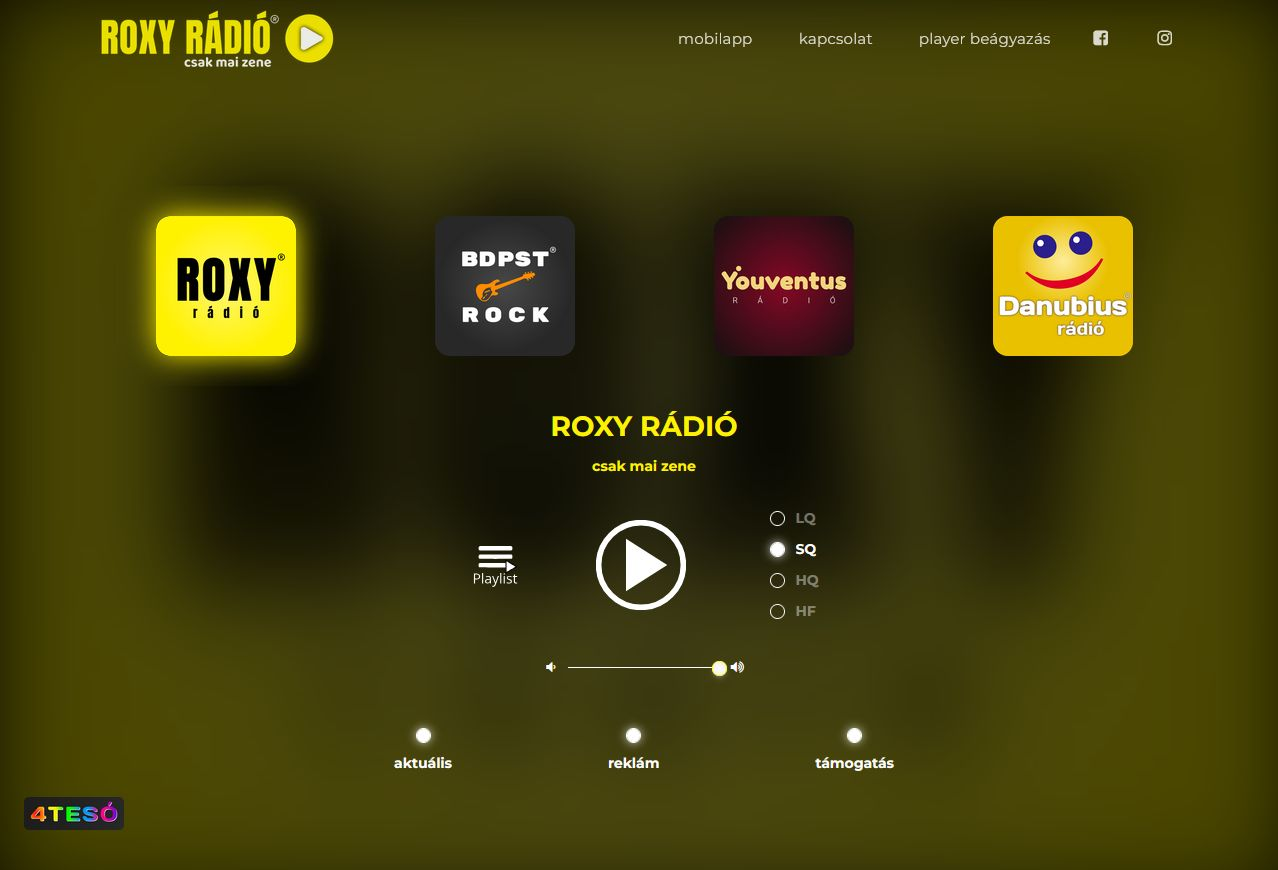
Roxy Rádió, új, online külsőben.

2023. április 3-án a SoundPlus Kft sajtóközleményt tett közzé, miszerint a Roxy Rádiót (új tulajdonosként) 2023. május 1-én újraindítja online rádió formájában.  A közlemény szerint a Roxy Rádió elérhető lesz közvetlenül a radioroxy.hu domain alatt, továbbá a saját applikációjából és a rádiós gyűjtőoldalon az online-radio.hu/roxy-radio/ webhelyen. A rádióadás végül el is indult.
2025. február 4-én 9:36-kor sugárzott egy zeneszámot, amelyet a Nemzeti Média- és Hangtár Tanács (NMHH) kifogásolt. A jogsértés miatt a Médiatanács százezer forint bírságot szabott ki a médiaszolgáltatóra a jogsértés tényéről szóló közlemény közzétételére való kötelezés mellett.